# Oberötzdorf
Oberötzdorf ist ein Gemeindeteil des Marktes Untergriesbach im niederbayerischen Landkreis Passau.

## Lage
Der Weiler Oberötzdorf liegt etwa drei Kilometer östlich von Untergriesbach.

## Geschichte
Die Landgemeinde Oberötzdorf wurde 1818 durch das bayerische Gemeindeedikt mit Spechting als Gemeindesitz begründet. Orte in der Gemeinde waren Brunnreut, Friedlgrub, Gotting, Grögöd, Grub, Habersdorf, Hinterkühberg, Hintersäg (abgebrochen), Hochwiesel, Kagerreut, Kappelgarten, Kinzesberg, Knittlmühle, Kroding, Kühberg, Neureuth, Oberötzdorf, Oberreut, Ochsenreut, Paulusberg, Pfaffenreut, Ratzing, Schreinerhäusl, Steinbüchl, Unterötzdorf und Unterreut. Im Zuge der Gebietsreform in Bayern wurde die Gemeinde mit Wirkung vom 1. März 1972 aufgelöst und in die Marktgemeinde Untergriesbach eingegliedert.